# Bruno z Querfurtu
Svatý Bruno z Querfurtu (asi 970 – 14. února nebo 9. března 1009) byl misionář u národů východně od otonské říše, autor životopisu svatého Vojtěcha a mučedník sťatým při šíření křesťanské víry na východě Evropy. Někdy se nazývá druhým apoštolem pobaltských Prusů.

## Život sv. Brunona
Bruno pocházel ze saské šlechtické rodiny. Jako šestiletý chlapec byl poslán na studia do Magdeburku, kde se ještě ve věku jinošském stal kanovníkem při magdeburské katedrále. Coby patnáctiletý byl povolán na dvůr císaře Otty III., a díky tomu se v Římě setkal se svatým Vojtěchem. Svatý Vojtěch rok na to zemřel mučednickou smrtí v pohanském Prusku. Bruno sepsal jeho životopis. Vstoupil do kláštera poblíž Ravenny a nechal se zasvětit do poustevnického života sv. Romualdem.
Otto III. měl v úmyslu vybudovat klášter mezi Labem a Odrou, aby podpořil evangelizaci tamních slovanských pohanů. Papež Silvestr II. hodlal Brunona nejprve vyslat do zmíněné oblasti, ale záměr ztroskotal na konfliktu mezi císařem a Boleslavem Chrabrým. Bruno tedy odešel do Uher, aby navštívil místa působení sv. Vojtěcha. Jeho misie v Banátu skončila nezdarem; narazila na odpor Byzance. Bruno odcestoval do Kyjeva a se souhlasem knížete Vladimíra zahájil evangelizaci Pečeněhů. Světec u těchto kočovníků strávil 5 měsíců, pokřtil asi 30 mužů a žen, vysvětil jejich prvního biskupa. Napomohl smíru mezi Pečeněhy a kyjevským knížetem. Odešel do Polska, aby vysvětil prvého švédského biskupa. Sepsal též historii pěti bratří mučedníků zavražděných roku 1003 při hlásání evangelia.
Vydal se po stopách svého vzoru sv. Vojtěcha do východního Pruska, ale stejně jako jeho předchůdce nebyl úspěšný. Mučednickou smrt stětím podstoupil mezi pohany v Litvě (je to poprvé v historii, kdy je zmíněno jméno státu Litva). Boleslav Chrabrý nechal přenést těla Brunona a jeho společníků do Polska a pohřbít pravděpodobně v Přemyšli.